# Organização das Telecomunicações Ibero-americanas
A Organização das Telecomunicações Ibero-Americanas (OTI) (em castelhano:  Organización de Telecomunicaciones Iberoamericanas), originalmente chamada Organização da Televisão Ibero-Americana (em castelhano:  Organización de Televisión Iberoamericana), é uma organização fundada na Cidade do México a 19 de março de 1971. Reúne as empresas televisivas dos países da Ibero-América, cuja produção é realizada em língua castelhana ou em língua portuguesa, e suas funções são incentivar e reforçar as relações entre as organizações e as empresas de televisão que operam nessas línguas. Neste sentido, põe em jogo todos os meios legais e técnicos que sirvam ao intercâmbio das distintas áreas que a televisão afecta: cultura, desportos, informação e a política internacional.
Sua estrutura está composta por uma Assembleia Geral e um Conselho Executivo, onde representam todos os países que transmitem canais em espanhol e português, proporcionalmente ao número de televisores por domicílio que cada um possui. Entre as actividades públicas da OTI, a mais conhecida foi o Festival da OTI, que celebrou vinte e oito edições entre 1972 e 2000. 
O directório da OTI é chefiado pelo seu presidente desde 1997, Emilio Azcárraga Jean, e seu secretário-geral, Miguel Diez de Urdanivia. Tem um programa de notícias semanal chamado Serviços Informativos OTI, para as emissoras públicas que começaram a ser exibidas a 10 de janeiro de 2000.
Esta organização transmitiu os Jogos Olímpicos (Inverno e Verão), o Campeonato do Mundo de Futebol, os Jogos Pan-Americanos, entre outros eventos.

## Membros associados por país

### Membros atuais
| País           | Canais                                        |
| -------------- | --------------------------------------------- |
| Argentina      | Grupo Clarín                                  |
| Bolívia        | Unitel - Red UNO                              |
| Brasil         | Rede Bandeirantes - TV Globo - SporTV         |
| Chile          | Chilevisión - Mega - Canal 13                 |
| Colômbia       | TV Caracol - TV RCN                           |
| Costa Rica     | Teletica                                      |
| Equador        | Gama TV - TC Televisión                       |
| El Salvador    | TCS                                           |
| Estados Unidos | Telemundo - Univisión                         |
| Guatemala      | Radio y Televisión de Guatemala - Televisiete |
| Honduras       | TVC - VTV - Telesistema Hondureño             |
| México         | Televisa - TV Azteca - ESPN Norte             |
| Nicarágua      | Canal 2 - Canal 10                            |
| Panamá         | TVN - RPC TV                                  |
| Peru           | ATV - TV América                              |
| Venezuela      | Venevisión - TV Meridiano                     |

### Membros antigos
| País        | Canais                                                       |
| ----------- | ------------------------------------------------------------ |
| Argentina   | Rádio e Televisão Argentina - TV América - Torneios          |
| Aruba       | Telearuba                                                    |
| Bolívia     | TV América - Canal 7 TVB - ATB                               |
| Brasil      | Rede Tupi - Grupo Globo - Rede Manchete - SBT                |
| Chile       | Televisão Nacional do Chile - La Red - UCV Televisión        |
| Colômbia    | TV RTI - Produções PUNCH - Produções JES - Dados e Mensagens |
| Costa Rica  | Repretel                                                     |
| Equador     | Gama TV - TV TC                                              |
| El Salvador | TCS                                                          |
| Espanha     | Rádio e Televisão Espanhola - Grupo PRISA                    |
| Guatemala   | Rádio e Televisão da Guatemala                               |
| Honduras    | TVC - VTV - Telesistema Hondureño                            |
| México      | Televisa - TV Azteca - ESPN Norte                            |
| Nicarágua   | Canal 2 - Canal 10                                           |
| Panamá      | TVN - RPC TV                                                 |
| Peru        | ATV - TV América                                             |
| Portugal    | RTP                                                          |
| Venezuela   | Venevisión - TV Meridiano                                    |